# Anthracites rufus
Anthracites rufus är en insektsart som beskrevs av Sigfrid Ingrisch 1998. Anthracites rufus ingår i släktet Anthracites och familjen vårtbitare. Inga underarter finns listade i Catalogue of Life.